# Wiam Dislam

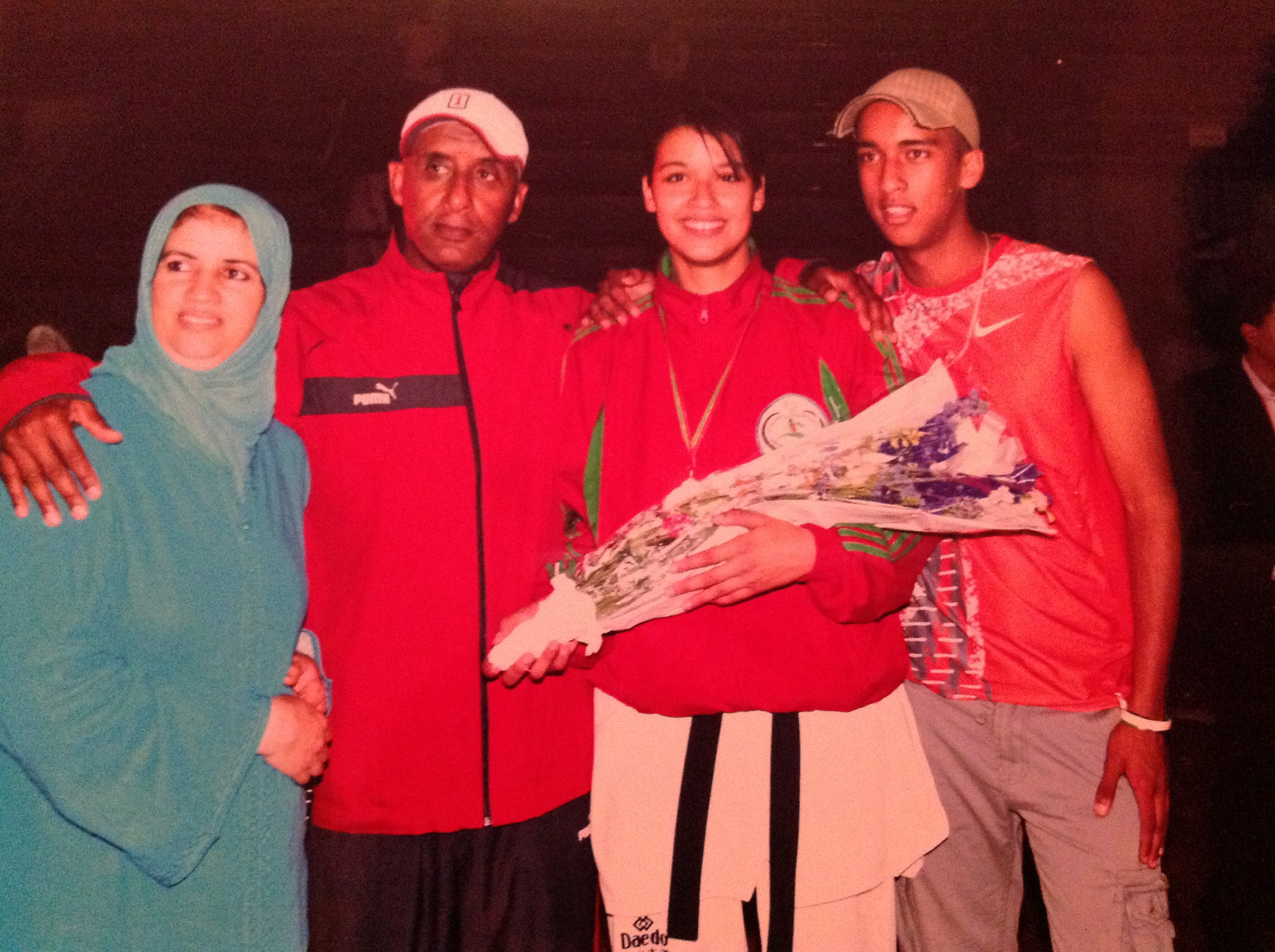
Familie Dislam

Wiam Dislam (* 22. Oktober 1987) ist eine marokkanische Taekwondoin, die im Schwergewicht aktiv ist.
Dislam nimmt seit dem Jahr 2004 an internationalen Wettkämpfen teil. In Peking startete sie 2007 erstmals bei einer Weltmeisterschaft, schied jedoch gegen Rosana Simón im Auftaktkampf aus. Der Durchbruch in die internationale Spitze gelang Dislam im Jahr 2011. Bei der Universiade in Shenzhen zog sie in der Klasse über 73 Kilogramm ins Finale ein und gewann die Silbermedaille. Bei der Weltmeisterschaft in Gyeongju erreichte sie das Viertelfinale. Dort schied sie gegen Olga Iwanowa knapp aus, errang aber ihr bislang bestes WM-Ergebnis. Ihren ersten internationalen Titel konnte sie bei den Panarabischen Spielen in Doha gewinnen. Beim afrikanischen Olympiaqualifikationsturnier 2012 in Kairo gewann Dislam im Schwergewicht über 67 Kilogramm das Finale gegen Khaoula Ben Hamza und sicherte sich die Teilnahme an den Olympischen Sommerspielen 2012 in London. Dort fungierte sie als Fahnenträgerin der marokkanischen Delegation bei der Eröffnungsfeier und der Schlusszeremonie.
Bei den Mittelmeerspielen 2018 in Tarragona eine Bronzemedaille im Schwergewicht über 67 Kilogramm.